# Битка код Араузија
Битка код Араузија одиграла се 6. октобра 105. пре Христовог рођења код Араузија (данас Оранж) на реци Рони између римске војске и Кимбра са друге стране. Римском војском командовали су проконзул Квинт Сервилије Цепион и конзул Гнеј Малије Максим, а због свађе два команданта нису сарађивала. Римска војска је у тој бици доживела један од најтежих пораза у римској историји изгубивши 80.000 римских и 40.000 осталих војника. Тежак пораз био је повод за радикалну реформу римске војске, коју је провео Гај Марије.

## Сеоба и инвазија Кимбра
Германско племе Кимбра је због непознатих разлога, а могуће због климатских промена, напустило око 120. — 115. године пре Христовог рођења своје територије на Јитланду и јужној Скандинавији. Кренули су на југ, где су им се придружили суседи и могући рођаци Теутонци. Заједно су победили Скордиске и Боје. Током 113. п. н. е. стигли су на Дунав у Норик (подручје данашње Аустрије), где су обитавали Тауриски, који су затражили помоћ од Рима. Кимбри су најпре потпуно уништили војску римскога конзула Гнеја Папирија Карбона у бици код Нореје (близу Љубљане), али након тога кренули су у Нарбонску Галију, иако су могли да изврше инвазију Италије. Током 109. п. н. е. победили су римску војску под командом Марка Јунија Силана. Током 107. п. н. е. Тигурини су победили Луција Касија Лонгина, а у том сукобу преживео је једино један виши официр након предаје пола коморе и понижавајућега проласка остатка војске испод јарма. Током 106. п. н. е. галско племе Тектосага искористило је прилику, па су се очекујући помоћ Кимбра побунили против Рима.[4] Квинт Сервилије Цепион је заузео њихов главни град Толосу (Тулуз) и опљачкао огромно Толоско благо, које се ту налазило.

## Пораз Скаурове коњице
Током 105. п. н. е. рат против Кимбра поверен је конзулу Гнеју Малију Максиму. Другу римску војску предводио је проконзул Квинт Сервилије Цепион. Иако је Максим по рангу требало да командује са обе војске Цепион је одбио да служи под командом једнога скоројевића. Гнеј Малије Максим је поред тога био и без значајнога војнога искуства. Максимов легат и заменик Марко Аурелије Скаур добио је од Максима задатак да изгради коњички логор на око 60 километара северно од конзуловога логора. Кимбри и Теутонци су најпре напали коњички логор и освојили га након релативно слабога отпора. Скаур је заробљен и изведен је пред поглавицу Кимбра Бојорикса. Саветовао је Кимбре да не прелазе Алпе и не нападају Италију тврдећи да ће бити поражени. Бојорикс је дао да се Скаур убије.
Након Скауровога пораза Гнеј Малије Максим је тражио од Квинта Сервилија Цепиона да удруже војске и да се заједнички супроставе непријатељима. Цепион је одбио конзулов захтев и прешао је Рону и хвалио се како ће да помаже устрашеном конзулу. Пре битке са Кимбрима Цепион је своју војску распоредио између Кимбра и Малија, са циљем да он стекне славу први започевши битку. Цепион је толико омаловажавао Малија Максима да је одбијао да са њим уопште расправља о вођењу рата. Сенат је слао изасланике, који су настојали да наговоре Цепиона и Максима да сурађују и заједнички обране Републику. Војска је исто тако узалуд настојала да наговори Цепиона да се договори са Малијем Максимом.

## Битка
Кимбри су након тога послали изасланике тражећи мир и земљу, коју би могли да обрађују, али Квинт Сервилије Цепион их је одбио, па су Кимбри дан након тога кренули у напад. Цепионов логор није био много удаљен од логора Манлија Максима, али никако није прихватао да се две војске удруже. На крају се ипак придружио Манлију, али изгледа да су се поново посвадили, јер су током битке према Флору били раздвојени. За време битке код Араузија уништен је највећи део римске војске. Погинуло је 70.000 или 80.000 римских војника и поред тога 40.000 савезничких војника. Ипак треба бити опрезан са бројевима, јер број погинулих потиче од Валерија Антија, који је знао да превише напуше бројеве. Био је то један од најкатастрофалнијих пораза у римској историји.

## Последице битке
Због катастрофалнога пораза Гај Марије је био изабран за конзула за 104. п. н. е.. Кимбри су кренули према Хиспанији, а Теутонци су се кретали по северној Галији, па је Гај Марије имао довољно времена да припреми војску. Гај Марије је спровео нужну реорганизацију римске војске, па је након некога временара располагао са организованом, добро обученом војском професионалних војника. Гај Марије је током 102. п. н. е. победио Теутонце код Акве Секстије, а Кимбре је 101. п. н. е. заједно са Квинтом Лутацијем Катулом победио у одлучној бици код Верцела.